# Hallescher FC
Der Hallesche FC, offiziell Hallescher Fußballclub e. V. und bis 1991 Hallescher FC Chemie, ist ein Fußballverein aus der sachsen-anhaltischen Stadt Halle an der Saale, der am 26. Januar 1966 durch Ausgliederung der Fußballsektion aus dem SC Chemie Halle gegründet wurde. Die Farben des 3.374 Mitglieder (Stand: 2. Juni 2025) zählenden Vereins sind rot und weiß.
Der Hallesche FC Chemie spielte von 1965 – mit einer Saison Unterbrechung – bis 1984 sowie zwischen 1987 und 1991 in der DDR-Oberliga, der höchsten Spielklasse im DDR-Fußball. Der größte Erfolg der Hallenser war der dritte Platz in der Saison 1970/71 und die damit verbundene Qualifikation für den UEFA-Pokal. In der letzten Spielzeit der nunmehr NOFV-Oberliga erreichte man den vierten Tabellenplatz und zog damit ebenfalls in den UEFA-Pokal ein. Nach der deutschen Wiedervereinigung konnte der Hallesche FC nicht mehr an die alten Erfolge anknüpfen. Bis auf die Saison 1991/92, in der der Verein, als erster aus Sachsen-Anhalt, in der 2. Bundesliga antrat, spielte man bis 2012 nur unterklassig. In der Saison 2011/12 gelang dem Halleschen FC, ebenfalls als erstem sachsen-anhaltischen Klub, der Aufstieg in die 3. Liga. In diesem Zusammenhang bekam die erste Männermannschaft ab der Saison 2012/13 ein neues Logo. In der Saison 2023/24 stieg der Club von der Saale wieder in die Regionalliga ab.

## Geschichte

### Strukturelle Entwicklung
Die historischen Wurzeln des HFC reichen bis in die Zeit nach dem Zweiten Weltkrieg zurück. Die sowjetische Besatzungsmacht hatte auf der Grundlage der Direktive Nr. 23 des Alliierten Kontrollrats alle Sportvereine auf Dauer verboten und zunächst Sportwettkämpfe nur in engen territorialen Grenzen gestattet. Es entstanden locker organisierte Sportgruppen, in Halle 1946 z. B. die SG Halle-Glaucha. Sie nannte sich 1948 in SG Freiimfelde Halle um. Diese schloss sich 1949 mit anderen Sportgruppen zur ZSG Union Halle zusammen.
Zu dieser Zeit war in der sowjetischen Besatzungszone der Sportbetrieb bereits neu organisiert worden, die Sportgruppen wurden von so genannten Trägerbetrieben übernommen und in Betriebssportgemeinschaften (BSG) umgewandelt. Dies geschah für die ZSG Union erst später, am 15. Juli 1950 übernahm das Energiekombinat West die ZSG in die neue BSG Turbine Halle.
1954 startete die DDR-Sportführung eine neue Strukturreform und veranlasste die Gründung von Sportklubs als regionale Schwerpunkte. Eine der wesentlichsten Stützen der neuen Sportklubs waren die Fußballsektionen der örtlichen Betriebssportgemeinschaften. So sollte auch mit dem SC Chemie Halle-Leuna verfahren werden, die Fußballsektion der BSG Turbine Halle sollte in den SC eingegliedert werden. Dagegen gab es seitens der Spieler erhebliche Widerstände, erst im Oktober 1954 fanden sich die Fußballspieler zum Übertritt bereit, die Fußballsektion von Turbine Halle blieb hingegen erhalten.
Parallel zum SC Chemie war in Halle auch noch der SC Wissenschaft Halle gegründet worden. 1958 wurden beide Sportklubs zum SC Chemie Halle zusammengelegt. 1965 ging eine neue Welle der Umstrukturierung durch den DDR-Sport, die leistungsstärksten Fußballsektionen wurden aus ihren Sportklubs herausgelöst und als Fußballklubs neu gegründet. Auf diese Weise wurde am 26. Januar 1966 der Hallesche FC Chemie gegründet. Als nach der deutschen Wiedervereinigung und den damit verbundenen wirtschaftlichen Veränderungen die finanzielle und logistische Unterstützung der regionalen Chemieindustrie eingestellt wurde, nannte sich der Klub 1991 in Hallescher FC um.

### Sportliche Entwicklung

#### Vor dem Zweiten Weltkrieg

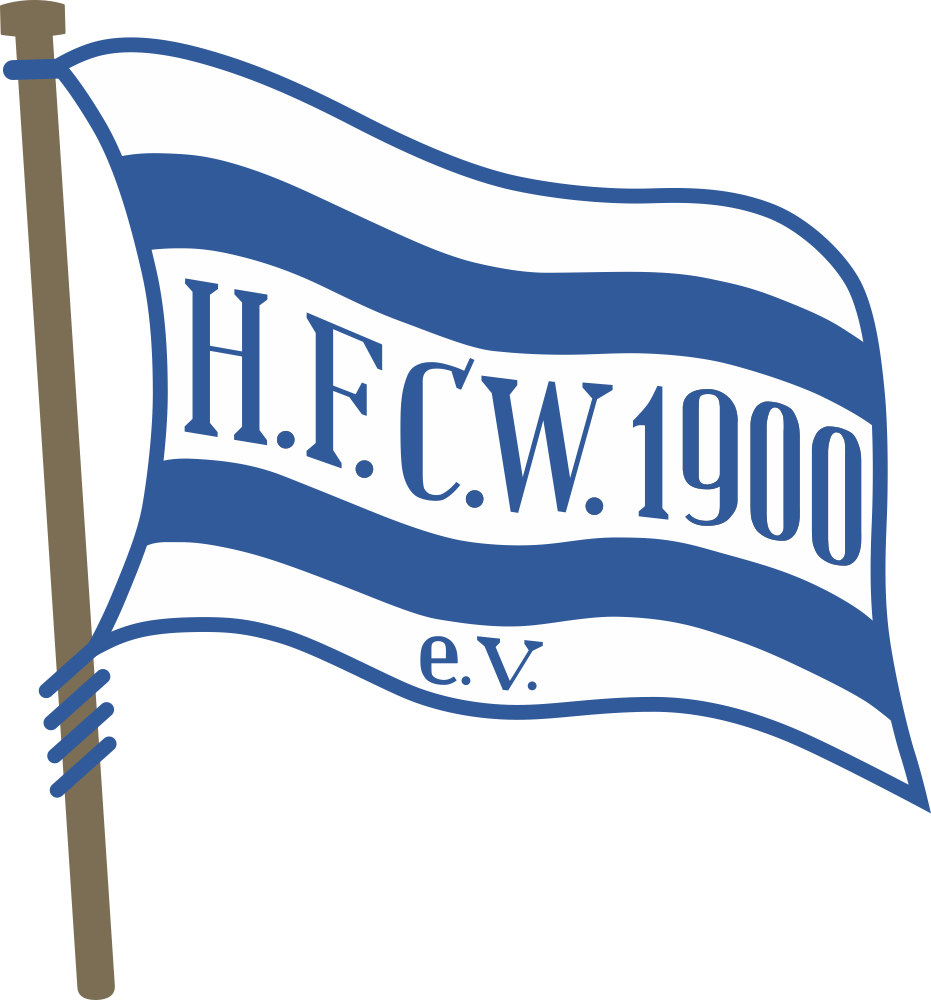
Logo von Wacker Halle

Vor dem Zweiten Weltkrieg war der FC Wacker 1900 Halle zeitweilig einer der stärksten deutschen Fußballklubs in Mitteldeutschland. In der Saison 1920/21 wurden die Hallenser Mitteldeutscher Meister. In der darauffolgenden Endrunde um die deutsche Meisterschaft erreichte der Klub das Halbfinale, unterlag dort allerdings deutlich dem späteren deutschen Meister, dem 1. FC Nürnberg. 1924 kam Wacker Halle bei der mitteldeutschen Meisterschaft in das Finale und unterlag dort der SpVgg 1899 Leipzig. 1928 konnte im Finale um die mitteldeutsche Meisterschaft der Dresdner SC, die künftig dominierende Mannschaft in Mitteldeutschland, besiegt werden. Im Achtelfinale der deutschen Meisterschaft war dann aber der FC Bayern München Endstation. 1934 gelang mit der Gaumeisterschaft in der neu geschaffenen Gauliga Mitte noch einmal ein großer Erfolg. Mannschaften wie der 1. FC Nürnberg, Borussia Fulda oder der Dresdner SC waren dann aber in den Spielen um die deutsche Meisterschaft zu stark.

#### 1946 bis 1954
Die nach dem Zweiten Weltkrieg entstandene SG Freiimfelde Halle stand 1948 im Endspiel um die 1. Ostzonenmeisterschaft, unterlag jedoch der SG Planitz mit 0:1. Ein Jahr später machte es die Nachfolgermannschaft ZSG Union Halle im Endspiel um die 2. Ostzonenmeisterschaft besser. Der Thüringer Vertreter Fortuna Erfurt wurde mit 4:1 besiegt. Gleichzeitig hatte sich Halle für die neue höchste Fußballklasse Ostdeutschlands, die Oberliga, qualifiziert. In der 1. Oberligasaison 1949/50 belegte die ZSG Union Rang 5. Die im Sommer 1950 gegründete BSG Turbine Halle rutschte in der Saison 1950/51 auf den sechsten Platz herunter. Dagegen verlief die Spielzeit 1951/52 für Turbine optimal, mit einem Vierpunkte-Vorsprung vor der SG VP Dresden gewannen die Hallenser die DDR-Fußballmeisterschaft. Die folgende Saison brachte einen enttäuschenden Abfall auf Rang 13, zwei Punkte vor einem Abstiegsplatz. Anschließend fiel die Mannschaft völlig auseinander, da zahlreiche Spieler infolge der politischen Unruhen im Zusammenhang mit dem Volksaufstand von 1953 in die Bundesrepublik geflüchtet waren. Trotzdem konnte sich Turbine auch in der folgenden Spielzeit 1953/54 mit Platz acht in der Oberliga behaupten.

#### 1955 bis 1991

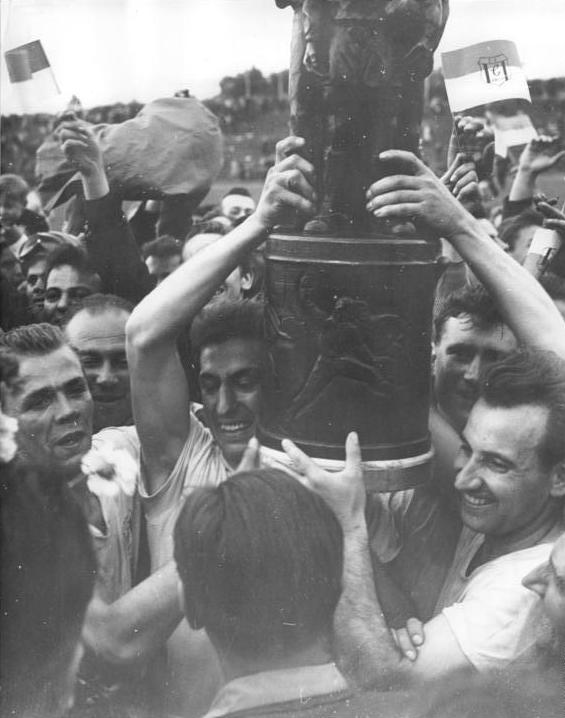
Spieler des SC Chemie mit dem 1962 gewonnenen FDGB-Pokal

Nach dem Anschluss des Großteils der Oberligamannschaft der BSG Turbine Halle an den SC Chemie Halle-Leuna 1954 erfolgte jedoch der Abstieg in die DDR-Liga. Als Zweitligist konnten die Hallenser allerdings den nächsten großen Erfolg feiern. 1956 gewann Halle den DDR-Fußballpokal (FDGB-Pokal) durch ein 2:1 im Finale gegen ZSK Vorwärts KVP Berlin. Zum Spieljahr 1957 kehrte Halle auch in die Oberliga zurück, um zwei Jahre später, nun als SC Chemie Halle, erneut abzusteigen. Nach dem sofortigen Wiederaufstieg konnte sich der Klub immerhin vier Jahre halten. Erfolgreicher als in der Liga war Chemie jedoch erneut im FDGB-Pokal. Nachdem 1960 noch im Halbfinale gegen SC Empor Rostock das Aus gekommen war, konnte die Mannschaft 1962 den Pokal ein zweites Mal gewinnen. Im Finale besiegte Halle den SC Dynamo Berlin mit 3:1. 1963 erreichte die Mannschaft erneut das Pokalhalbfinale gegen Motor Zwickau. 1964/65 musste Chemie jedoch erneut für ein Jahr in die Zweitklassigkeit.

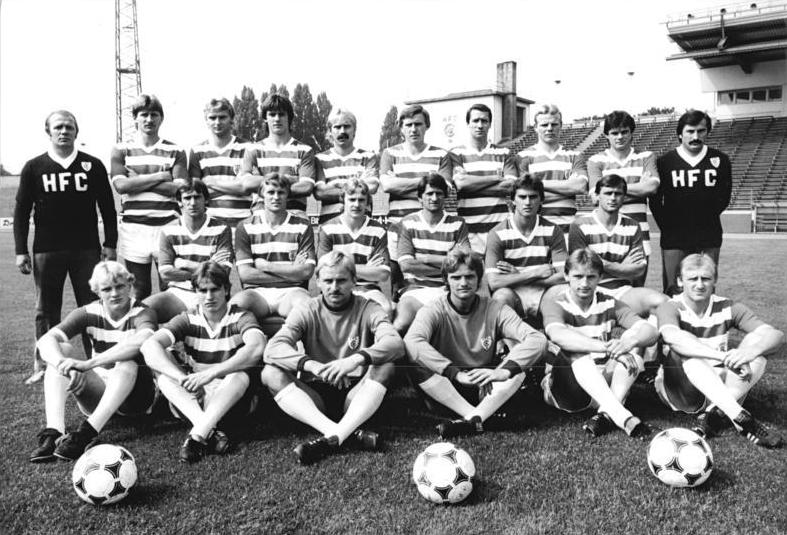
Mannschaftsfoto 1983/84

Dem sofortigen Wiederaufstieg folgte dann die erfolgreichste Phase in der Oberliga, deren größter Erfolg der dritte Platz 1970/71 und die damit verbundene Qualifikation für den UEFA-Pokal war. Nach dem tragischen Aus (siehe unten) im UEFA-Pokal ging es auch in der Liga wieder abwärts. 1973 stand der erneute Abstieg fest, dem jedoch der sofortige Wiederaufstieg folgte. Diesem schlossen sich zehn durchgehende Oberligajahre an, die man zumeist auf einem Platz im Mittelfeld abschloss.

Historisches Logo des HFC Chemie (1966 Gerhard Voigt, „Burg“)

Am Ende der Saison 1983/84 stand der HFC erneut als Absteiger in die DDR-Liga fest. Dort verpasste man in den folgenden beiden Spielzeiten als Zweiter den Aufstieg jeweils knapp, ehe 1987 letztlich die Rückkehr in die Oberliga gelang. Durch den vierten Platz in der Spielzeit 1990/91, die beste Platzierung seit 1971, gelang den Hallensern die Qualifikation für die gesamtdeutsche 2. Bundesliga.

#### Europapokalbilanz
Chemie Halle spielte erstmals als FDGB-Pokalsieger 1962 im Europapokal mit, scheiterte jedoch in der 1. Runde im Europapokal der Pokalsieger am OFK Belgrad (A 0:2/H 3:3).
Die zweite Europapokalqualifikation gelang nach dem dritten Platz in der DDR-Oberliga 1970/71 zum UEFA-Pokal 1971/72. Nach einem 0:0 im Hinspiel daheim gegen die PSV Eindhoven wurden die Hallenser am Vorabend des Rückspiels in einen Hotel-Großbrand in Eindhoven verwickelt. Es gelang u. a. den Spielern Klaus Urbanczyk und Erhard Mosert, einigen anderen Hotelgästen das Leben zu retten, wobei sie sich allerdings selbst schwer verletzten. Da zudem der Nachwuchsspieler Wolfgang Hoffmann beim Brand ums Leben kam, zog sich der HFC Chemie aus dem UEFA-Pokal zurück und das Rückspiel wurde nicht mehr ausgespielt. Dadurch kam die PSV Eindhoven in die 2. Runde. Ein inoffizielles „Rückspiel“ wurde im April 2006 ausgetragen, wobei Eindhoven gegen den damaligen Viertligisten in Halle 3:0 gewann.
Die dritte und seitdem letzte Europapokalqualifikation gelang 1991 nach dem vierten Platz in der Oberliga Nordost. Als gesamtdeutscher Zweitligist schied Halle gegen Torpedo Moskau in der ersten UEFA-Pokalrunde aus (H 2:1/A 0:3).
| Saison  | Wettbewerb                  | Runde    | Gegner         | Gesamt | Hin     | Rück              |
| ------- | --------------------------- | -------- | -------------- | ------ | ------- | ----------------- |
| 1962/63 | Europapokal der Pokalsieger | 1. Runde | OFK Belgrad    | 3:5    | 0:2 (A) | 3:3 (H)           |
| 1971/72 | UEFA-Pokal                  | 1. Runde | PSV Eindhoven  | 0:0    | 0:0 (H) | nicht ausgetragen |
| 1991/92 | UEFA-Pokal                  | 1. Runde | Torpedo Moskau | 2:4    | 2:1 (H) | 0:3 (A)           |

Gesamtbilanz: 5 Spiele, 1 Sieg, 2 Unentschieden, 2 Niederlagen, 5:9 Tore (Tordifferenz −4)

#### Entwicklung nach 1991
Umbenannt in Hallescher FC, trat das Team zur Saison 1991/92 in der Süd-Staffel der 2. Bundesliga an. Auf Grund des Spielmodus während jener Saison gehörte der HFC in der Rückrunde zu den sechs Mannschaften, die gegen den Abstieg spielten. Den Wechsel von Spielmacher Dariusz Wosz zum VfL Bochum während der Winterpause konnte das Team jedoch nicht kompensieren, so dass der Klassenerhalt verpasst wurde und der HFC absteigen musste. Nachdem die zum Ziel gesetzte sofortige Rückkehr in den Profifußball gescheitert war, setzte in den folgenden Jahren ein kontinuierlicher Niedergang ein: Die Oberligasaison 1993/94 beendete der HFC nur im Mittelfeld und verpasste so die Qualifikation für die neugeschaffene Regionalliga. Dies hatte im Sommer 1994 einen umfangreichen personellen Aderlass zur Folge (insgesamt 28 Spieler verließen den Verein), so dass die Mannschaft zur Saison 1994/95 zu einem Großteil aus A-Junioren bestand. Sieglos und mit nur ganzen drei Punkten auf dem Konto stieg der HFC als abgeschlagener Tabellenletzter in die fünftklassige Verbandsliga ab, wo zumindest die sportliche Talfahrt beendet werden konnte. Zeitweilig büßte der HFC jedoch seine Vormachtstellung im halleschen Fußball gegenüber dem VfL Halle 1896 ein.
Seit der Saison 2000/01 spielte der HFC acht Jahre lang in der Südstaffel der Oberliga Nordost (Spielklasse 4). Von Juli 2002 bis März 2004 trainierte Dirk Mankowski die Mannschaft. Bei der Neueinteilung des Ligasystems 2008 konnte sich der HFC für die Regionalliga Nord qualifizieren. Als Liganeuling gelang in der Saison 2008/09 ein ausgezeichneter zweiter Platz hinter Holstein Kiel, wobei der Aufstieg in die 3. Liga erst am letzten Spieltag verpasst wurde. Bemerkenswert ist, dass der HFC während dieser Saison einerseits bis zum 26. Spieltag ungeschlagen war, und andererseits keine einzige Auswärtsniederlage hinnehmen musste. Jene Serie hielt 28 Auswärtsspiele lang: von November 2007 (1:2 gegen VfB Germania Halberstadt am 12. Spieltag der NOFV-Oberliga Süd) bis September 2009 (0:1 gegen den FC Oberneuland am 6. Spieltag der Regionalliga Nord). Durch den Gewinn des Sachsen-Anhalt-Pokals (4:3 nach Elfmeterschießen gegen den 1. FC Magdeburg am 14. Mai 2008) durfte der HFC in dieser Saison auch am DFB-Pokal teilnehmen, schied aber bereits in der 1. Hauptrunde nach einem 0:5 gegen Hannover 96 aus. In der Saison 2009/10 spielte der HFC ebenfalls lange um den Aufstieg mit, konnte sich aber auf Grund nur mäßigen Erfolges in den letzten Begegnungen nicht behaupten und belegte am Ende den vierten Platz. Am 16. Mai 2010 entschied der Hallesche FC die 20. Austragung des Landespokals durch einen 3:2-Erfolg über den Oberligisten VfB Germania Halberstadt für sich. In der 1. Runde des DFB-Pokals 2010/11 schlug der HFC den Zweitligisten 1. FC Union Berlin mit 1:0. In der 2. Runde unterlag die Mannschaft dem Zweitligisten MSV Duisburg mit 0:3.
Während sich der HFC in der Saison 2010/11 schon früh aus dem Aufstiegsrennen verabschiedete, gelang im Landespokal der vierte Finaleinzug in Folge. Am 17. Mai 2011 hieß der Gegner im Dessauer Paul-Greifzu-Stadion die Mannschaft von FC Grün-Weiß Piesteritz aus der Verbandsliga Sachsen-Anhalt (6. Liga). Erwartungsgemäß gewann der Hallesche FC das Spiel mit 2:0 und startet durch die erfolgreiche Titelverteidigung wiederum in der 1. Runde des DFB-Pokals 2011/12. Dort musste sich der Hallesche FC nach einem über lange Zeit ausgeglichenem Spiel schließlich Eintracht Frankfurt mit 0:2 geschlagen geben.
Am letzten Spieltag der Saison 2011/12, nachdem Holstein Kiel der zweiten Mannschaft des VfL Wolfsburg mit 4:1 unterlag, stieg der HFC mit einem 0:0-Unentschieden gegen den letztlich drittplatzierten RB Leipzig in die dritte Liga auf.
Vier Tage später sicherte sich der HFC im FSA-Pokalfinale zum dritten Mal in Folge den Landespokal gegen den Haldenslebener SC vor ca. 2.700 Zuschauern mit 4:0 im Paul-Greifzu-Stadion in Dessau (und damit insgesamt der 6. Landespokal seit der Erstaustragung 1991). Damit zogen sie erneut in die erste Hauptrunde des DFB-Pokals ein. In der 1. Runde des DFB-Pokal 2012/13 traf der HFC auf den Zweitligisten MSV Duisburg, dem er mit 0:1 unterlag. Somit kam es zu einem wiederholten Aufeinandertreffen der beiden Mannschaften innerhalb von zwei Jahren. In der 2. Runde des DFB-Pokal 2010/11 unterlag die Mannschaft damals dem Zweitligisten MSV Duisburg mit 0:3.

#### 3. Liga (seit 2012)
Die erste Saison in der 3. Liga schloss der Hallesche FC nach einer eher bescheidenen Hinrunde und einer starken Rückrunde am letzten Spieltag mit einem 2:1-Heimsieg gegen den 1. FC Saarbrücken letztlich als Tabellenzehnter ab. Dabei konnte jedoch erst am vorletzten Spieltag mit einem 2:2-Unentschieden in der Auswärtspartie bei der 2. Mannschaft von Borussia Dortmund der Klassenerhalt gesichert werden.
Die Saison 2013/14 zeigte einen ganz ähnlichen Verlauf: Die überwiegend aus neuen Spielern zusammengesetzte und später durch zahlreiche Verletzungen dezimierte Mannschaft fand zunächst nicht in den Wettbewerb und stand zum Jahreswechsel auf einem Abstiegsplatz. Nicht zuletzt aufgrund der Wintertransfers von Tim Kruse (defensives Mittelfeld) und Francky Sembolo (Sturm) gelang eine herausragende Rückrunde und der sichere Klassenerhalt mit Platz 9 der Tabelle. Die Saison 2014/15 wurde mit Platz 10 abgeschlossen. Zudem gewann der HFC zum siebenten Mal den Landespokal. Am 30. August 2015 wurde Sven Köhler nach 8 Jahren beurlaubt. Trainernachfolger von Sven Köhler wurde Stefan Böger. Im Februar 2016 erklärte Böger, dass er zur Saison 2016/17 die neugeschaffene Stelle des Sportdirektors beim HFC übernehmen wird. Als Nachfolger für den Trainerposten wurde Rico Schmitt verpflichtet. Da der HFC zum Ende der 3. Fußball-Liga 2015/16 in Abstiegsgefahr geriet, trat Böger vorzeitig vom Traineramt zurück und wurde durch Schmitt ersetzt. Unter Schmitt gelang dem HFC mit Platz 13 der Klassenerhalt, zudem wurde mit einem Finalsieg gegen den 1. FC Magdeburg der Landespokaltitel verteidigt. Am 18. Juli 2017 beendete Böger seinen bis 2019 laufenden Vertrag als Sportdirektor vorzeitig.
Zu Beginn der Saison 2018/19 übernahm Torsten Ziegner den Verein als Cheftrainer. Unter ihm wurde die bislang beste Drittligaspielzeit als Vierter abgeschlossen und Halle spielte lang um den Zweitligaaufstieg mit. Im Anschluss an den 25. Spieltag der Saison 2019/20 wurde Ziegner freigestellt. Die Mannschaft hatte sieben der letzten acht Ligaspiele verloren (unter anderem mit 1:6 gegen den FC Bayern München II und 3:5 gegen die SpVgg Unterhaching) und war aus der Aufstiegszone bis auf den 13. Platz abgesunken. Am 25. Februar 2020 wurde bekanntgegeben, dass Ismail Atalan die Nachfolge Ziegners antritt. In den Wochen darauf produzierten die Hallenser im Zuge der Coronakrise Schlagzeilen, da Präsident Jens Rauschenbach infiziert war. Der HFC spricht sich deutlich für einen Abbruch der Saison aufgrund der Pandemie aus. Die Saison wurde dennoch fortgesetzt, aber auch unter Atalan konnte die sportliche Talfahrt nicht gestoppt werden. Es folgten teils deutliche Niederlagen gegen direkte Konkurrenten aus der Abstiegszone. Der Deutsch-Kurde wurde am Anfang Juni 2020 nach nur einem Punkt aus fünf Spielen freigestellt. Als Nachfolger wurde Florian Schnorrenberg vorgestellt, dieser wird vom ehemaligen HFC-Profi Daniel Ziebig unterstützt.
Unter Schnorrenberg konnte nach 13 sieglosen Ligaspielen endlich wieder ein Sieg eingefahren werden. Ausgerechnet gegen den SV Waldhof Mannheim, der seit 2018 kein Auswärtsspiel in der Liga verloren hatte, gelang am 31. Spieltag ein 3:0-Heimsieg. Bereits einen Spieltag vor Saisonende wurde der Klassenerhalt erreicht.
Die folgende Saison 2020/21 verlief erneut sehr wechselhaft. Nachdem man im Rückrundenverlauf erneut in die Abstiegszone gerutscht war, konnte man dank vier Siegen aus den letzten fünf Ligaspielen dennoch einen sicheren 9. Tabellenplatz erreichen, was das zweitbeste Ergebnis in der Drittliga-Historie des Vereins bedeutete. Mitte Mai 2021 wurde Ralf Minge als neuer Sportdirektor vorgestellt, Ende des Monats erhielt Trainer Schnorrenberg eine Vertragsverlängerung um zwei Jahre.
Nach nur einem Punkt aus den vorangegangenen sechs Ligaspielen wurde Schnorrenberg in der Winterpause der Saison 2021/2022 beurlaubt. Sein Nachfolger wurde der gebürtige Hallenser André Meyer, der einen Vertrag bis Juni 2023 unterschrieb.
Mit Meyer konnte die Mannschaft wieder stabilisiert und der Klassenerhalt gesichert werden. Der Einzug in den DFB-Pokal gelang aber erneut nicht, da der Verein im Halbfinale des Landespokals dem FC Einheit Wernigerode unterlag.
Die Saison 2022/2023 wurde mit einem großen personellen Umbruch eingeleitet. Dennoch verlief auch diese Spielzeit nicht zufriedenstellend und der Verein spielte ausschließlich gegen den Abstieg. In der Mitgliederversammlung am 15. Januar 2023 gab Präsident Jens Rauschenbach seinen Rücktritt als Vereinspräsident zum Saisonende bekannt. Nach mehreren schwachen Auftritten und einer empfindlichen Heimniederlage gegen den direkten Konkurrenten FSV Zwickau wurde André Meyer am 31. Januar 2023 als Trainer freigestellt. Unter Interimstrainer Jens Kiefer wurden auch die beiden folgenden Ligaspiele verloren, darunter eine historische 1:7-Niederlage gegen Dynamo Dresden, wodurch der Hallesche FC bis auf den letzten Tabellenplatz durchgereicht wurde. Am 12. Februar 2023 wurde Sreto Ristic als neuer Trainer vorgestellt. Zum 1. April 2023 übernahm Thomas Sobotzik den Posten als Sportdirektor vom scheidenden Ralf Minge. Mit Ristic an der Seite zeigte sich das Team stark verbessert und blieb die ersten 10 Spiele unter dem neuen Coach ungeschlagen. Der Klassenerhalt konnte am 37. Spieltag gesichert werden. Am 3. Juni 2023 gewann der HFC durch einen 1:0-Sieg gegen Einheit Wernigerode zum zehnten Mal den Landespokal Sachsen-Anhalt-Pokal.

## Spielstätten
| Saison    | Liga                 | Heim                                  | Auswärts |
| --------- | -------------------- | ------------------------------------- | -------- |
| 1990/91   | DDR-Oberliga         | 6.098                                 | 4.936    |
| 1991/92   | 2. Bundesliga (Süd)  | 3.881                                 | 4.306    |
| 1992/93   | Oberliga NO (Mitte)  | 1079                                  |          |
| 1993/94   | Oberliga NO (Mitte)  | 811                                   |          |
| 1994/95   | Oberliga NO (Süd)    |                                       |          |
| 1995/96   | Verbandsliga         | .0292                                 | .0310    |
| 1996/97   | Verbandsliga         | .0510                                 | .0462    |
| 1997/98   | Oberliga NO (Süd)    | 1.309                                 | .0644    |
| 1998/99   | Verbandsliga         | .0836                                 | .0890    |
| 1999/2000 | Verbandsliga         | 1.006                                 | .0763    |
| 2000/01   | Oberliga NO (Süd)    | 1.890                                 | 1.542    |
| 2001/02   | Oberliga NO (Süd)    | 1.555                                 | 1.412    |
| 2002/03   | Oberliga NO (Süd)    | 1.517                                 | 1.352    |
| 2003/04   | Oberliga NO (Süd)    | 2.180                                 | 1.739    |
| 2004/05   | Oberliga NO (Süd)    | 2.120                                 | 2.028    |
| 2005/06   | Oberliga NO (Süd)    | 1.483                                 | 1.413    |
| 2006/07   | Oberliga NO (Süd)    | 1.219                                 | 1.461    |
| 2007/08   | Oberliga NO (Süd)    | 2.022                                 | 1.578    |
| 2008/09   | Regionalliga (Nord)  | 3.060                                 | 2.415    |
| 2009/10   | Regionalliga (Nord)  | 2.897                                 | 1.832    |
| 2010/11   | Regionalliga (Nord)  | 1.601                                 | 1.728    |
| 2011/12   | Regionalliga (Nord)  | 5.941                                 | 3.279    |
| 2012/13   | 3. Liga              | 7.711                                 | 6.135    |
| 2013/14   | 3. Liga              | 8.001                                 | 5.955    |
| 2014/15   | 3. Liga              | 7.242                                 | 6.180    |
| 2015/16   | 3. Liga              | 7.379                                 | 7.514    |
| 2016/17   | 3. Liga              | 6.587                                 | 5.930    |
| 2017/18   | 3. Liga              | 6.108                                 | n. b.    |
| 2018/19   | 3. Liga              | 7.732                                 | n. b.    |
| 2019/20   | 3. Liga              | 7.888 (vor Corona) 5.812 (Saisonende) | n. b.    |
| 2020/21   | 3. Liga              | .0357                                 | n. b.    |
| 2021/22   | 3. Liga              | 5.518                                 | n. b.    |
| 2022/23   | 3. Liga              | 7.752                                 | n. b.    |
| 2023/24   | 3. Liga              | 8.273                                 | n. b.    |
| 2024/25   | Regionalliga Nordost | 7.543                                 | n. b.    |

Seine Heimspiele trug der Hallesche FC bis Sommer 2010 im Kurt-Wabbel-Stadion aus. Da die Spielstätte aufgrund des Neubaus einer reinen Fußballarena abgerissen wurde, musste der Verein vorübergehend in das Stadion im Bildungszentrum im Hallenser Stadtteil Neustadt ausweichen. Das neue Stadion, das den Namen Leuna-Chemie-Stadion trägt und 15.057 Plätze fasst, wurde auf dem Grund des Kurt-Wabbel-Stadions gebaut, im September 2011 fertiggestellt und dient dem Halleschen FC seit der Saison 2011/12 als Heimstätte.

## Sponsoren und Ausrüster
Nachdem die erste Mannschaft des Halleschen FC keine Unterstützung der regionalen Chemieindustrie mehr erhalten hatte, schloss man im Zuge der Wiedervereinigung erste Sponsorenverträge ab:
| Saison            | Ausrüster | Hauptsponsor                  | Branche                      |
| ----------------- | --------- | ----------------------------- | ---------------------------- |
| 2007/08 – 2014/15 | Masita    | Stadtwerke Halle              | Energie, Ver- und Entsorgung |
| 2015/16 – 2018/19 | Puma      | Stadtwerke Halle              | Energie, Ver- und Entsorgung |
| 2019/20 - 2021/22 | Puma      | Sunmaker                      | Sportwetten                  |
| 2022/23 - 2023/24 | Puma      | Mobilebet                     | Sportwetten                  |
| seit 2024/25      | Patrick   | Halloren Schokoladenfabrik AG | Nahrungsmittelindustrie      |

## Meisterschaftsplatzierungen
| Saison | Liga Nr. | Liga         | Platz (von) | S  | U  | N  | Tore  | Punkte |
| --- | -------- | ------------ | ----------- | -- | -- | -- | ----- | ------ |
| 1965/66 1 | 1.       | DDR-Oberliga | 11 (14)     | 07 | 09 | 10 | 26:33 | 23-29  |
| 1966/67 | 1.       | DDR-Oberliga | 11 (14)     | 11 | 04 | 11 | 38:41 | 26-26  |
| 1967/68 | 1.       | DDR-Oberliga | 10 (14)     | 08 | 07 | 11 | 32:41 | 23-29  |
| 1968/69 | 1.       | DDR-Oberliga | 11 (14)     | 06 | 06 | 10 | 32:35 | 22-30  |
| 1969/70 | 1.       | DDR-Oberliga | 10 (14)     | 08 | 06 | 12 | 35:34 | 22-30  |
| 1 Die Angabe beinhaltet auch die Ergebnisse der 1. Halbserie, als der HFC Chemie noch als SC Chemie Halle spielte. |          |              |             |    |    |    |       |        |

| Saison                                                                                          | Liga Nr. | Liga         | Platz (von) | S  | U  | N  | Tore  | Punkte |
| ----------------------------------------------------------------------------------------------- | -------- | ------------ | ----------- | -- | -- | -- | ----- | ------ |
| 1970/71                                                                                         | 1.       | DDR-Oberliga | 03 (14)     | 10 | 10 | 06 | 35:29 | 30-22  |
| 1971/72                                                                                         | 1.       | DDR-Oberliga | 06 (14)     | 10 | 07 | 09 | 40:44 | 27-25  |
| 1972/73                                                                                         | 1.       | DDR-Oberliga | 14 (14)     | 04 | 08 | 14 | 35:57 | 16-36  |
| 1973/74 2                                                                                       | 2.       | DDR-Liga (C) | 01 (12)     | 19 | 03 | 0  | 75:17 | 41-3   |
| 1974/75                                                                                         | 1.       | DDR-Oberliga | 11 (14)     | 05 | 11 | 10 | 37:49 | 21-31  |
| 1975/76                                                                                         | 1.       | DDR-Oberliga | 08 (14)     | 09 | 07 | 10 | 37:35 | 25-27  |
| 1976/77                                                                                         | 1.       | DDR-Oberliga | 07 (14)     | 07 | 10 | 09 | 34:39 | 24-28  |
| 1977/78                                                                                         | 1.       | DDR-Oberliga | 06 (14)     | 11 | 08 | 07 | 44:34 | 30-22  |
| 1978/79                                                                                         | 1.       | DDR-Oberliga | 06 (14)     | 10 | 07 | 09 | 36:32 | 27-25  |
| 1979/80                                                                                         | 1.       | DDR-Oberliga | 07 (14)     | 12 | 04 | 10 | 38:37 | 28-24  |
| 2 Der HFC Chemie belegte in der Aufstiegsrunde Platz 1 (von 5) mit 13-3 Punkten und 12:5 Toren. |          |              |             |    |    |    |       |        |

| Saison  | Liga Nr. | Liga         | Platz (von) | S  | U  | N  | Tore  | Punkte |
| ------- | -------- | ------------ | ----------- | -- | -- | -- | ----- | ------ |
| 1980/81 | 1.       | DDR-Oberliga | 08 (14)     | 11 | 03 | 12 | 41:41 | 25-27  |
| 1981/82 | 1.       | DDR-Oberliga | 11 (14)     | 08 | 07 | 11 | 28:46 | 23-29  |
| 1982/83 | 1.       | DDR-Oberliga | 11 (14)     | 05 | 07 | 14 | 41:53 | 17-35  |
| 1983/84 | 1.       | DDR-Oberliga | 14 (14)     | 01 | 09 | 16 | 32:68 | 11-41  |
| 1984/85 | 2.       | DDR-Liga (B) | 02 (18)     | 19 | 11 | 04 | 77:30 | 49-19  |
| 1985/86 | 2.       | DDR-Liga (B) | 02 (18)     | 22 | 03 | 09 | 85:36 | 47-21  |
| 1986/87 | 2.       | DDR-Liga (B) | 01 (18)     | 21 | 11 | 02 | 63:28 | 53-15  |
| 1987/88 | 1.       | DDR-Oberliga | 05 (14)     | 07 | 12 | 07 | 33:33 | 26-26  |
| 1988/89 | 1.       | DDR-Oberliga | 09 (14)     | 08 | 09 | 09 | 36:38 | 25-27  |
| 1989/90 | 1.       | DDR-Oberliga | 09 (14)     | 08 | 08 | 10 | 38:38 | 24-28  |

| Saison | Liga Nr. | Liga                        | Platz (von) | S  | U  | N  | Tore  | Punkte |
| --- | -------- | --------------------------- | ----------- | -- | -- | -- | ----- | ------ |
| 1990/91 3 | 1.       | NOFV-Oberliga               | 04 (14)     | 10 | 07 | 09 | 40:31 | 29-23  |
| 1991/92 4 | 2.       | 2. Bundesliga (Süd)         | 11 (12)     | 07 | 13 | 12 | 35:47 | 27-37  |
| 1992/93 | 3.       | Oberliga Nordost (Mitte)    | 02 (17)     | 21 | 05 | 06 | 86:36 | 47-17  |
| 1993/94 | 3.       | Oberliga Nordost (Mitte)    | 09 (16)     | 09 | 12 | 09 | 46:47 | 30-30  |
| 1994/95 | 4.       | Oberliga Nordost (Süd)      | 16 (16)     | 0  | 03 | 27 | 17:83 | 3-57   |
| 1995/96 | 5.       | Verbandsliga Sachsen-Anhalt | 07 (17)     | 13 | 10 | 09 | 54:39 | 43     |
| 1996/97 | 5.       | Verbandsliga Sachsen-Anhalt | 01 (18)     | 23 | 09 | 02 | 74:22 | 78     |
| 1997/98 5 | 4.       | Oberliga Nordost (Süd)      | 13 (16)     | 06 | 12 | 12 | 39:47 | 30     |
| 1998/99 | 5.       | Verbandsliga Sachsen-Anhalt | 02 (16)     | 26 | 06 | 02 | 82:21 | 84     |
| 1999/00 | 5.       | Verbandsliga Sachsen-Anhalt | 01 (18)     | 26 | 07 | 01 | 83:17 | 85     |
| 3 Der HFC Chemie qualifizierte sich direkt für die Teilnahme an der 2. Bundesliga.4 Der HFC belegte in der Abstiegsrunde der Gruppe Süd Platz 5 (von 6) mit 7-13 Punkten und 8:15 Toren.5 Der HFC stieg letztendlich aufgrund der Anzahl der Regionalligaabsteiger, die dem NOFV angehörten, ab. |          |                             |             |    |    |    |       |        |

| Saison                                                                     | Liga Nr. | Liga                   | Platz (von) | S  | U  | N  | Tore  | Punkte |
| -------------------------------------------------------------------------- | -------- | ---------------------- | ----------- | -- | -- | -- | ----- | ------ |
| 2000/01                                                                    | 4.       | Oberliga Nordost (Süd) | 10 (18)     | 12 | 08 | 14 | 45:57 | 44     |
| 2001/02                                                                    | 4.       | Oberliga Nordost (Süd) | 07 (17)     | 13 | 05 | 14 | 45:29 | 44     |
| 2002/03                                                                    | 4.       | Oberliga Nordost (Süd) | 05 (18)     | 15 | 14 | 05 | 49:29 | 59     |
| 2003/04                                                                    | 4.       | Oberliga Nordost (Süd) | 04 (16)     | 16 | 09 | 05 | 56:32 | 57     |
| 2004/05                                                                    | 4.       | Oberliga Nordost (Süd) | 04 (18)     | 17 | 09 | 08 | 70:38 | 60     |
| 2005/06                                                                    | 4.       | Oberliga Nordost (Süd) | 04 (16)     | 14 | 11 | 05 | 46:26 | 53     |
| 2006/07                                                                    | 4.       | Oberliga Nordost (Süd) | 07 (16)     | 12 | 06 | 12 | 31:30 | 42     |
| 2007/08 6                                                                  | 4.       | Oberliga Nordost (Süd) | 01 (16)     | 19 | 06 | 05 | 50:21 | 60     |
| 2008/09                                                                    | 4.       | Regionalliga (Nord)    | 02 (18)     | 19 | 13 | 02 | 43:20 | 70     |
| 2009/10                                                                    | 4.       | Regionalliga (Nord)    | 04 (18)     | 14 | 14 | 06 | 47:25 | 56     |
| 6 Der HFC qualifizierte sich direkt für die Teilnahme an der Regionalliga. |          |                        |             |    |    |    |       |        |

| Saison  | Liga Nr. | Liga                 | Platz (von) | S  | U  | N  | Tore  | Punkte |
| ------- | -------- | -------------------- | ----------- | -- | -- | -- | ----- | ------ |
| 2010/11 | 4.       | Regionalliga (Nord)  | 05 (18)     | 16 | 10 | 08 | 51:34 | 58     |
| 2011/12 | 4.       | Regionalliga (Nord)  | 01 (18)     | 23 | 08 | 03 | 53:15 | 77     |
| 2012/13 | 3.       | 3. Liga              | 10 (20)     | 12 | 10 | 16 | 37:50 | 46     |
| 2013/14 | 3.       | 3. Liga              | 09 (20)     | 14 | 09 | 15 | 50:55 | 51     |
| 2014/15 | 3.       | 3. Liga              | 10 (20)     | 15 | 08 | 15 | 51:53 | 53     |
| 2015/16 | 3.       | 3. Liga              | 13 (20)     | 13 | 09 | 16 | 48:48 | 48     |
| 2016/17 | 3.       | 3. Liga              | 13 (20)     | 10 | 18 | 10 | 34:39 | 48     |
| 2017/18 | 3.       | 3. Liga              | 13 (20)     | 13 | 10 | 15 | 52:54 | 49     |
| 2018/19 | 3.       | 3. Liga              | 04 (20)     | 19 | 09 | 10 | 47:34 | 66     |
| 2019/20 | 3.       | 3. Liga              | 15 (20)     | 12 | 10 | 16 | 64:66 | 46     |
| 2020/21 | 3.       | 3. Liga              | 09 (20)     | 14 | 10 | 14 | 51:58 | 52     |
| 2021/22 | 3.       | 3. Liga              | 14 (20)     | 10 | 13 | 13 | 46:48 | 43     |
| 2022/23 | 3.       | 3. Liga              | 16 (20)     | 10 | 11 | 17 | 49:60 | 41     |
| 2023/24 | 3.       | 3. Liga              | 17 (20)     | 11 | 07 | 20 | 50:68 | 40     |
| 2024/25 | 4.       | Regionalliga Nordost | 02 (18)     | 21 | 07 | 06 | 56:28 | 70     |

Legende: ↓ abgestiegen ↑ aufgestiegen

## Erfolge
- DDR-Meister/Ostzonenmeister (2×): 1949 (als ZSG Union Halle), 1952 (als BSG Turbine Halle)
- 2. Platz in der Ostzonenmeisterschaft: 1948 (als SG Freiimfelde Halle)
- 3. Platz in der DDR-Oberliga: 1971
- 4. Platz in der DDR-Oberliga: 1991
- FDGB-Pokalsieger (2×): 1956 (als SC Chemie Halle-Leuna), 1962 (als SC Chemie Halle)
- Aufstieg in die DDR-Oberliga (5×): 1956 (als SC Chemie Halle-Leuna), 1959 (als SC Chemie Halle), 1965 (als SC Chemie Halle), 1974, 1987
- Sachsen-Anhalt-Pokalsieger (12×): 1994, 2002, 2008, 2010, 2011, 2012, 2015, 2016, 2019, 2023, 2024, 2025
- Sachsen-Anhalt-Pokalfinalist (3×): 1993, 2009, 2014

## Erste Mannschaft

Logo der 1. Mannschaft ab der Saison 2012/13, das die Symbole Mond und Sterne aus dem Halleschen Wappen zeigt

### Kader der Saison 2024/25
- Stand: 10. April 2025[26][27]

| Nr.        | Nat.               | Spieler            | geboren am    | im Verein seit |
| Tor        |                    |                    |               |                |
| 01         | Deutschland        | Sven Müller        | 16. Feb. 1996 | 2023           |
| 12         | Deutschland        | Keno-Miguel Meyer  | 24. Juli 2006 | 2024           |
| 27         | Deutschland        | Tom Müller         | 27. Nov. 1997 | 2024           |
| 30         | Deutschland        | Luca Bendel        | 13. Aug. 2003 | 2024           |
| Abwehr     |                    |                    |               |                |
| 02         | Kasachstan         | Robert Berger      | 7. Nov. 1996  | 2024           |
| 03         | Deutschland        | Niklas Kastenhofer | 8. Jan. 1999  | 2024           |
| 04         | Deutschland        | Kilian Zaruba      | 4. Apr. 2002  | 2024           |
| 05         | Deutschland        | Burim Halili       | 28. Apr. 1998 | 2024           |
| 06         | Deutschland        | Jan Löhmannsröben  | 21. Apr. 1991 | 2024           |
| 19         | Deutschland        | Jordi Wegmann      | 21. Mai 2002  | 2023           |
| 22         | Deutschland        | Lucas Halangk      | 22. Sep. 2003 | 2019           |
| 31         | Deutschland        | Niklas Landgraf    | 1. März 1996  | 2017           |
| 33         | Deutschland        | Jonas Nietfeld     | 15. Jan. 1994 | 2019           |
| Mittelfeld |                    |                    |               |                |
| 08         | Deutschland        | Berk İnaler        | 12. Apr. 2000 | 2024           |
| 10         | Vereinigte Staaten | Joe-Joe Richardson | 1. Nov. 2001  | 2024           |
| 13         | Deutschland        | Niclas Stierlin    | 22. Jan. 2000 | 2024           |
| 14         | Deutschland        | Elias LorenzU19    | 27. Apr. 2006 | 2023           |
| 16         | Deutschland        | Pierre Weber       | 4. Feb. 2004  | 2024           |
| 17         | Deutschland        | Max Kulke          | 10. Nov. 2000 | 2024           |
| 20         | Deutschland        | Joscha Wosz        | 20. Juli 2002 | 2024           |
| 23         | Deutschland        | Marius Hauptmann   | 14. Sep. 1999 | 2024           |
| Angriff    |                    |                    |               |                |
| 07         | Deutschland        | Robin Friedrich    | 9. März 2003  | 2024           |
| 09         | Deutschland        | Cyrill Akono       | 29. Feb. 2000 | 2024           |
| 18         | Deutschland        | Fabrice Hartmann   | 2. März 2001  | 2024           |
| 21         | Deutschland        | Marvin Awuah       | 5. März 2005  | 2024           |
| 29         | Deutschland        | Emilio Stobbe      | 2. März 2007  | 2025           |
| 37         | Deutschland        | Luka Vujanić       | 18. Jan. 2004 | 2024           |
| 77         | Turkei             | Serhat Polat       | 13. Feb. 2001 | 2025           |
| 90         | Deutschland        | Manassé Eshele     | 28. Dez. 1998 | 2025           |

### Transfers der Saison 2025/26
Stand: 11. August 2025
| Zugänge | Abgänge |
| Sommer 2025 | Sommer 2025 |
| --- | --- |
| - Julien Damelang (FC Viktoria 1889 Berlin) - Lucas Ehrlich (FC Augsburg II) - Fatlum Elezi (Sportfreunde Lotte) - Malek Fakhro (MSV Duisburg) - Vin Kastull (SpVgg Greuther Fürth II) - Felix Langhammer (VfL Osnabrück) - Jean-Marie Plath (FC Eilenburg) - Pascal Schmedemann (Greifswalder FC) | - Robin Friedrich (BSG Chemie Leipzig) - Berk İnaler (SV Sandhausen) - Niklas Kastenhofer (SV Babelsberg 03) - Keno-Miguel Meyer (Bremer SV; Leihe) - Joe-Joe Richardson (SV Sandhausen; Leihende) |

### Trainerstab
- Stand: 20. Juni 2024

| Name            | Funktion        |
| --------------- | --------------- |
| Mark Zimmermann | Cheftrainer     |
| André Hainault  | Co-Trainer      |
| Benedikt Seipel | Co-Trainer      |
| Norman Becker   | Torwarttrainer  |
| John Brandes    | Athletiktrainer |

## Zweite Mannschaft/Future Team U23
Die Reserve des Halleschen FC spielte bis 2014 in der Südstaffel der fünfklassigen Oberliga Nordost und danach bis zur Auflösung 2015 in der Verbandsliga Sachsen-Anhalt. Bis 2014 war der ehemalige Bundesligaspieler Stefan Blank Trainer der 2. Mannschaft.
Nach dem Rückzug der 2. Mannschaft aus der Verbandsliga setzte der Hallesche FC mit dem Future Team U23 auf die neu geschaffene Future League. In dieser erhalten Talente aus dem Nachwuchs-Leistungsbereich zusätzlich eine Plattform auf internationaler Ebene, um sich für den Profikader zu empfehlen. Die Spieltage wurden individuell erstellt, und die Spiele wurden zum Teil auf neutralen Plätzen ausgetragen. Neben dem HFC spielten auch Dynamo Dresden, Chemnitzer FC, Sparta Prag, Slovan Liberec und FK Teplice in der Future League., Nachdem sich der Hallesche FC 2016 aus der Future League zurückgezogen hatte, wurde das Projekt ein Jahr später komplett beendet.
Vor der Wiedervereinigung zählte die Reserve des HFC Chemie zu den stärksten Vertretungen in der Bezirksliga Halle. 1985 und 1986 gewann das Team den FDGB-Bezirkspokal und somit 1985/86 und 1986/87 am republikweiten Pokalwettbewerb teilgenommen. Den Titel des Bezirksligameisters gewann die HFC Chemie-Reserve 1969 und 1975. Dies war jeweils mit dem Aufstieg in die zweitklassige Liga des DDR-Fußballs verbunden. 1975/76 gewann der HFC Chemie II sogar die Ligastaffel C, durfte aber aufgrund der Zugehörigkeit der 1. Mannschaft zur DDR-Oberliga nicht an den Aufstiegsspielen zum Oberhaus teilnehmen. Zum Siegerteam gehörten unter anderem Frank Enke, Holger Krostitz, Bernd Donau und Burkhard Pingel.
Im Zuge der Einführung der Nachwuchsoberliga wurde die 2. Mannschaft im Sommer 1976 vorerst aufgelöst und kam erst im Zuge der Neuauflage der Juniorenoberliga 1983 wieder in den regulären Ligenbetrieb. Insgesamt war die HFC-Reserve vor der Wende in fünf Spielzeiten zweitklassig aktiv und verfügt bei 124 ausgetragenen Partien in der Liga über ein deutlich positives Punktekonto (144:104).

## Frauenfußball
| Saison  | Liga                        | Klasse | Platz | Tore    | Punkte |
| ------- | --------------------------- | ------ | ----- | ------- | ------ |
| 2000/01 | Regionalliga Nordost        | II     | 08/12 | 028:36  | 28     |
| 2001/02 | Regionalliga Nordost        | II     | 05/12 | 061:38  | 41     |
| 2002/03 | Regionalliga Nordost        | II     | 07/11 | 046:55  | 24     |
| 2003/04 | Regionalliga Nordost        | II     | 10/12 | 031:66  | 17     |
| 2004/05 | Regionalliga Nordost        | III    | 06/12 | 087:40  | 39     |
| 2005/06 | Regionalliga Nordost        | III    | 07/12 | 048:62  | 24     |
| 2006/07 | Regionalliga Nordost        | III    | 06/12 | 036:52  | 29     |
| 2007/08 | Regionalliga Nordost        | III    | 06/12 | 033:39  | 31     |
| 2008/09 | Regionalliga Nordost        | III    | 05/12 | 047:38  | 42     |
| 2009/10 | Regionalliga Nordost        | III    | 08/12 | 045:66  | 26     |
| 2010/11 | Regionalliga Nordost        | III    | 08/11 | 037:40  | 21     |
| 2011/12 | Regionalliga Nordost        | III    | 04/12 | 059:51  | 35     |
| 2012/13 | Regionalliga Nordost        | III    | 08/12 | 037:42  | 25     |
| 2013/14 | Regionalliga Nordost        | III    | 08/12 | 036:40  | 27     |
| 2014/15 | Regionalliga Nordost        | III    | 10/12 | 019:45  | 15     |
| 2015/16 | Regionalliga Nordost        | III ▼  | 12/12 | 0:0     | 0      |
| 2016/17 | Verbandsliga Sachsen-Anhalt | IV ▼   | 9/9   | 0:0     | 0      |
| 2017/18 | Landesliga Sachsen-Anhalt   | V ▼    | 10/10 | 025:129 | 07     |
| 2018/19 | Regionalklasse Süd          | VI     | 2/9   | 100:36  | 33     |
| 2019/20 | Regionalklasse Süd          | VI     | 6/8   | 06:15   | 04     |
| 2020/21 | Landesliga Sachsen-Anhalt   | V      | 5/7   | 09:8    | 04     |
| 2021/22 | Landesliga Sachsen-Anhalt   | V ▲    | 01/12 | 121:16  | 61     |
| 2022/23 | Verbandsliga Sachsen-Anhalt | IV     | 4/9   | 042:19  | 33     |
| 2023/24 | Verbandsliga Sachsen-Anhalt | IV     | 03/10 | 053:18  | 41     |

Im Jahr 2000 trat die Regionalliga-Mannschaft des BVB Halle 93 dem Halleschen FC bei und spielte von der Saison 2000/01 bis zur Saison 2015/16 in der Regionalliga Nordost. In der laufenden Spielzeit 2015/16 wurde die Mannschaft aus dem Spielbetrieb zurückgezogen und tritt seitdem nur noch auf Landesebene an.

## Auswahl bekannter Spieler

### DDR-Nationalspieler
Folgende Spieler bestritten während ihrer Zeit beim HFC Chemie Länderspiele für die Nationalmannschaft der DDR:

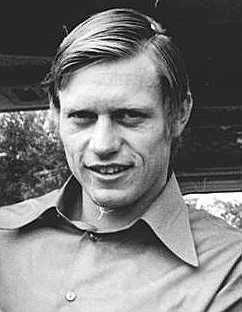
Bernd Bransch war der HFC Chemie-Spieler mit den meisten Länderspieleinsätzen (1974)

- Bernd Bransch – 56 Länderspiele/1 Länderspieltor (insgesamt: 72/3)
- Klaus Urbanczyk – 34/0
- Werner Peter – 9/1
- Dariusz Wosz – 7/0
- Dieter Strozniak – 6/0
- Günter Imhof – 2/0
- Helmut Stein – 2/0 (insgesamt: 22/3)
- Jens Adler – 1/0
- Erich Haase – 1/0
- Erhard Mosert – 1/0
- Frank Pastor – 1/0 (insgesamt: 7/0)
- Horst Walter – 1/0
- Manfred Vogel – 0/0 (2 Einsätze für die B-Nationalmannschaft und Torschützenkönig der DDR-Oberliga 1974/75)

### Gesamtdeutsche Nationalspieler
- Dariusz Wosz bestritt 1989/1990 7 Einsätze (0 Tore) für die DDR-Auswahl und kam zwischen 1997 und 2000 (17/1) für den DFB zum Einsatz.
- Marco Engelhardt bestritt 3 Einsätze (0 Tore) für die deutsche Nationalmannschaft, daneben für die deutsche U21 (4/2) und das DFB-Team 2006 (3/1)

### Nationalspieler anderer Nationen
- Sjarhej Hozmanau – 31/2 für die Sowjetische Nationalmannschaft
- Patrick Mouaya – 13/0 für die Nationalmannschaft der Republik Kongo
- Timo Furuholm – 5/0 für die Finnische Fußballnationalmannschaft
- Ivica Banović – 2/0 für die Kroatische Fußballnationalmannschaft
- Hilal El-Helwe – 4/1 für die Libanesische Fußballnationalmannschaft

### Bundesligaspieler
Insgesamt 16 Spieler waren nach ihrer Zeit beim HFC (Chemie) in der 1. Bundesliga aktiv:
- Norbert Nachtweih – 325 Bundesligaspiele/46 Bundesligatore für Eintracht Frankfurt und den FC Bayern München
- Dariusz Wosz – 324/39 für den VfL Bochum und Hertha BSC
- Silvio Meißner – 250/37 für Arminia Bielefeld und den VfB Stuttgart
- Christian Tiffert – 194/11 für den VfB Stuttgart, den MSV Duisburg und den 1. FC Kaiserslautern
- René Tretschok – 180/23 für Borussia Dortmund, den 1. FC Köln und Hertha BSC
- Timo Lange – 165/13 für Hansa Rostock
- Jürgen Pahl – 152/0 für Eintracht Frankfurt
- Steffen Karl – 99/3 für Borussia Dortmund und Hertha BSC
- Marco Gebhardt – 82/11 für Eintracht Frankfurt und Energie Cottbus
- Heiko Peschke – 67/5 für Bayer 05 Uerdingen
- Andreas Wagenhaus – 50/1 für Dynamo Dresden
- Alexander Löbe – 43/5 für die SG Wattenscheid 09 und den MSV Duisburg
- Christopher Schorch – 23/1 für Hertha BSC und den 1. FC Köln
- Danny Fuchs – 19/1 für den VfL Bochum und den 1. FC Kaiserslautern
- Frank Schön – 12/0 für den FC Schalke 04
- Jörg Nowotny – 4/0 für Bayer 04 Leverkusen

## Fanszene
Als sich die ersten großen Ultraszenen in Deutschland etablierten, entstand im Jahr 2000 die größte Ultragruppierung in Halle, die Saalefront. Bekannt sind die Mitglieder nicht nur durch große Pyroaktionen und ausgefallene Choreografien, sondern auch durch Gewalt gegen Fans anderer Vereine und Randale in Stadien der Gegner.

### Fanfreundschaften
Fanfreundschaften pflegen die Hallenser Fans zu Anhängern des 1. FC Lokomotive Leipzig und des FC Rot-Weiß Erfurt. Die Freundschaft zu den Leipzigern ist eine der traditionsreichsten in ganz Fußballdeutschland. Die enge Verbindung beider Clubs wurde im April 2018 mit großen und kreativen Choreografien in Halle bei einem Benefizspiel gefeiert. Zu dem Zeitpunkt existierte die Freundschaft offiziell seit 30 Jahren. Auch die Freundschaft nach Erfurt ist sehr eng und wurde wie die zu Lok 2018 zelebriert, als Chemie mit Ultras des RWE beim rivalisierenden Eintracht Braunschweig, dessen Fans eine Freundschaft mit Magdeburg pflegen, das ganze Stadion unter dem Motto „Kein Weg ist lang mit einem Freund an der Seite – 15 Jahre Erfurt Halle“ in roten Rauch eindeckte. Besonders deutlich werden beide Freundschaften bei den bekannten Schlachtrufen „Lok und Halle – nur Kaputte“ und „Erfurt Halle – nur Kaputte“ sowie dem martialischen „Erfurt, Leipzig, Halle – Fußballkrawalle“.

### Rivalitäten
Die größte Rivalität der Fans aus Halle besteht mit jenen des 1. FC Magdeburg aufgrund der Konkurrenzsituation der beiden Vereine innerhalb Sachsen-Anhalts und der bereits vorher bestehenden Rivalität zwischen Halle und Magdeburg. Ihren traurigen Höhepunkt fand die Rivalität im Oktober 2016, als ein Anhänger der Magdeburger Ultragruppierung Blue Generation aus einem fahrenden Zug stürzte, in dem er zuvor in eine Auseinandersetzung mit Anhängern des HFC geraten war. Bisher ist nicht geklärt, wie sich der Vorfall konkret zugetragen hat. Seitdem boykottieren Teile beider Fanszenen das Sachsen-Anhalt-Derby.
Außerdem herrscht eine intensive Rivalität zu Carl Zeiss Jena und Chemie Leipzig, die sich in den regionalen und lokalen Rivalitäten von Rot-Weiß Erfurt und Lokomotive Leipzig begründen.
Außerdem entwickelte sich ein feindschaftliches Verhältnis zum Stadtrivalen VfL Halle. Dieses ist auch durch politische Differenzen entstanden und zeigte sich in den letzten Jahren auch durch Gewalt.